# 小叶米仔兰
小叶米仔兰（学名：Aglaia odorata var. microphyllina）为楝科米仔兰属下的一个变种。

## 扩展阅读
- 維基物種上的相關：小叶米仔兰